# AS Bantous
Association Sportive Bantous ist seit 1961 bestehender ein Fußballverein aus Mbuji-Mayi, Hauptstadt der Provinz Ost-Kasai in der DR Kongo.
Die Vereinsfarben sind Rot und Weiß. AS Bantous trägt seine Heimspiele im 8000 Zuschauer fassenden Stade Tshikisha aus.
Der Verein spielt 2010 in der höchsten kongolesischen Liga, der Linafoot (Ligue nationale de football).

## Erfolge
- Meisterschaft der DR Kongo
  - Meister: 1995
- Pokal der DR Kongo
  - Finalist: 1994